# 2001년 일본 프로 야구 올스타전
2001년 일본 프로 야구 올스타전은 2001년 7월 21일과 7월 22일, 7월 24일에 열린 일본 프로 야구의 올스타전 경기이다. 정식 명칭은 2001 산요 올스타 게임(2001 サンヨー オールスターゲーム, 2001 SANYO ALL STAR GAME).

## 개요
‘ON 대결’로 주목을 끈 전년도 일본 시리즈에 이어 전년도 일본 시리즈 정상에 오른 요미우리 자이언츠의 나가시마 시게오 감독이 센트럴 리그 올스타팀을 이끌었고 퍼시픽 리그 우승팀인 후쿠오카 다이에 호크스의 오 사다하루 감독이 퍼시픽 리그 올스타팀을 지휘하면서 ‘ON 재대결’이 성사됐다. 1차전에서는 센트럴 올스타팀의 이리키 유사쿠(요미우리)가 선발 등판하여 3회 도중에 형인 이리키 사토시(야쿠르트)에게 마운드를 넘겨주면서 형제간의 릴레이가 이뤄졌다. 전년도까지 올스타전 8연패(1무)를 당한 퍼시픽 올스타팀이 1차전에서 7대 1로 승리하여 4년 만에 승리를 이뤘다. 뇌종양 수술을 받고 재활 훈련을 거쳐 부활한 모리타 고키(긴테쓰)가 2차전에 등판하여 화제가 됐다. 그해 퍼시픽 올스타팀은 3차전에서도 8대 4로 승리하는 등 1996년 이래 2승 1패를 기록했다.
이듬해인 2002년부터 2010년까지 올스타전은 2경기로 축소됐기 때문에 다음 3경기 형식에서 개최되는 것은 2011년이 된다.

## 출장 선수
| 센트럴 리그 | 센트럴 리그       | 센트럴 리그 | 센트럴 리그 |
| ----------- | ----------------- | ----------- | ----------- |
| 감독        | 나가시마 시게오   | 요미우리    |             |
| 코치        | 호시노 센이치     | 주니치      |             |
| 코치        | 모리 마사아키     | 요코하마    |             |
| 선발 투수   | 우에하라 고지     | 요미우리    | 3           |
| 중간 계투   | 이와세 히토키     | 주니치      | 2           |
| 마무리 투수 | 오카지마 히데키   | 요미우리    | 2           |
| 투수        | 이리키 유사쿠     | 요미우리    | 첫 출장     |
| 투수        | E. 겔러드         | 주니치      | 2           |
| 투수        | 노구치 시게키     | 주니치      | 3           |
| 투수        | 사이토 다카시     | 요코하마    | 4           |
| 투수        | 후지이 슈고       | 야쿠르트    | 첫 출장     |
| 투수        | 이리키 사토시     | 야쿠르트    | 첫 출장     |
| 투수        | 구로다 히로키     | 히로시마    | 첫 출장     |
| 투수        | 사사오카 신지     | 히로시마    | 6           |
| 투수        | 다카하시 겐       | 히로시마    | 2           |
| 투수        | 이가와 게이       | 한신        | 첫 출장     |
| 투수        | 나리모토 도시히데 | 한신        | 3           |
| 포수        | 후루타 아쓰야     | 야쿠르트    | 12          |
| 포수        | 나카무라 다케시   | 주니치      | 8           |
| 포수        | 다니시게 모토노부 | 요코하마    | 6           |
| 1루수       | 기요하라 가즈히로 | 요미우리    | 16(1)       |
| 2루수       | 니시 도시히사     | 요미우리    | 3           |
| 3루수       | 에토 아키라       | 요미우리    | 8           |
| 유격수      | 이시이 다쿠로     | 요코하마    | 6           |
| 내야수      | 이바타 히로카즈   | 주니치      | 첫 출장     |
| 내야수      | 이와무라 아키노리 | 야쿠르트    | 첫 출장     |
| 내야수      | R. 페타지니       | 야쿠르트    | 3           |
| 내야수      | 기무라 다쿠야     | 히로시마    | 2           |
| 외야수      | 마쓰이 히데키     | 요미우리    | 8           |
| 외야수      | 다카하시 요시노부 | 요미우리    | 5           |
| 외야수      | 가네모토 도모아키 | 히로시마    | 5           |
| 외야수      | 스즈키 다카노리   | 요코하마    | 4           |
| 외야수      | 사에키 다카히로   | 요코하마    | 3           |
| 외야수      | 마나카 미쓰루     | 야쿠르트    | 첫 출장     |
| 외야수      | 이나바 아쓰노리   | 야쿠르트    | 2           |

| 퍼시픽 리그 | 퍼시픽 리그         | 퍼시픽 리그 | 퍼시픽 리그 |
| ----------- | ------------------- | ----------- | ----------- |
| 감독        | 오 사다하루         | 다이에      |             |
| 코치        | 히가시오 오사무     | 세이부      |             |
| 코치        | 오시마 야스노리     | 닛폰햄      |             |
| 선발 투수   | 구로키 도모히로     | 지바 롯데   | 3           |
| 중간 계투   | 모리타 고키         | 긴테쓰      | 3           |
| 마무리 투수 | R. 페드라자         | 다이에      | 3           |
| 투수        | 쉬밍지에            | 세이부      | 첫 출장     |
| 투수        | 마쓰자카 다이스케   | 세이부      | 3           |
| 투수        | 도요다 기요시       | 세이부      | 2           |
| 투수        | 하시모토 다케히로   | 세이부      | 첫 출장     |
| 투수        | 시모야나기 쓰요시   | 닛폰햄      | 3           |
| 투수        | 가토 신이치         | 오릭스      | 3           |
| 투수        | 구대성              | 오릭스      | 첫 출장     |
| 투수        | 오구라 히사시       | 오릭스      | 2           |
| 투수        | 후지타 소이치       | 지바 롯데   | 첫 출장     |
| 투수        | 고바야시 마사히데   | 지바 롯데   | 2           |
| 투수        | 오카모토 아키라     | 긴테쓰      | 첫 출장     |
| 투수        | 마에카와 가쓰히코   | 긴테쓰      | 2           |
| 포수        | 조지마 겐지         | 다이에      | 5           |
| 포수        | 히다카 다케시       | 오릭스      | 2           |
| 1루수       | A. 카브레라         | 세이부      | 첫 출장     |
| 2루수       | 이구치 다다히토     | 다이에      | 첫 출장     |
| 3루수       | 나카무라 노리히로   | 긴테쓰      | 5           |
| 유격수      | 마쓰이 가즈오       | 세이부      | 5           |
| 내야수      | 마쓰나카 노부히코   | 다이에      | 3           |
| 내야수      | 고쿠보 히로키       | 다이에      | 6(1)        |
| 내야수      | 오가사와라 미치히로 | 닛폰햄      | 3           |
| 내야수      | 고사카 마코토       | 지바 롯데   | 4           |
| 외야수      | 아키야마 고지       | 다이에      | 17          |
| 외야수      | T. 로즈             | 긴테쓰      | 5           |
| 외야수      | 다니 요시토모       | 오릭스      | 첫 출장     |
| 외야수      | 시바하라 히로시     | 다이에      | 2           |
| 외야수      | 이데 다쓰야         | 닛폰햄      | 2           |
| 외야수      | 다구치 소           | 오릭스      | 4           |
| 지명타자    | 오미치 노리요시     | 다이에      | 첫 출장     |

- 굵은 글씨는 팬 투표로 선출된 선수, 그 외에는 감독 추천에 의한 출장.
- 숫자는 출장 횟수, 괄호 안의 숫자는 상기 횟수 중 부상 때문에 출전하지 못한 횟수.

## 올스타전 경기 결과

### 1차전

#### 스코어
| 팀 | 1 | 2 | 3 | 4 | 5 | 6 | 7 | 8 | 9 | R | H  | E |
| 센트럴 | 0 | 1 | 0 | 0 | 0 | 0 | 0 | 0 | 0 | 1 | 7  | 0 |
| 퍼시픽 | 2 | 0 | 4 | 1 | 0 | 0 | 0 | 0 | X | 7 | 11 | 0 |
| 승리 투수: 구로키 도모히로(지바 롯데) 패전 투수: 이리키 유사쿠(요미우리) 홈런: 센트럴 – 마쓰이 히데키(요미우리·2회 1점) 퍼시픽 – 나카무라 노리히로(긴테쓰·1회 1점), 마쓰이 가즈오(세이부·4회 1점) |   |   |   |   |   |   |   |   |   |   |    |   |

#### 출장 선수
| 센트럴 | 센트럴 | 센트럴            |
| 타순   | 수비   | 선수              |
| ------ | ------ | ----------------- |
| 1      | (유)   | 이시이 다쿠로     |
| 2      | (二)   | 니시 도시히사     |
| 3      | (좌)   | 가네모토 도모아키 |
| 4      | (중)   | 마쓰이 히데키     |
| 5      | (一)   | R. 페타지니       |
| 6      | (三)   | 에토 아키라       |
| 7      | (우)   | 다카하시 요시노부 |
| 8      | (포)   | 후루타 아쓰야     |
| 9      | (지)   | 스즈키 다카노리   |
|        | (투)   | 이리키 유사쿠     |

| 퍼시픽 | 퍼시픽 | 퍼시픽            |
| 타순   | 수비   | 선수              |
| ------ | ------ | ----------------- |
| 1      | (유)   | 마쓰이 가즈오     |
| 2      | (중)   | 다니 요시토모     |
| 3      | (좌)   | T. 로즈           |
| 4      | (三)   | 나카무라 노리히로 |
| 5      | (一)   | A. 카브레라       |
| 6      | (지)   | 마쓰나카 노부히코 |
| 7      | (二)   | 이구치 다다히토   |
| 8      | (우)   | 아키야마 고지     |
| 9      | (포)   | 조지마 겐지       |
|        | (투)   | 구로키 도모히로   |

#### 수상 선수
MVP
- 마쓰이 가즈오(세이부)

### 2차전

#### 스코어
| 팀 | 1 | 2 | 3 | 4 | 5 | 6 | 7 | 8 | 9 | R  | H  | E |
| 퍼시픽 | 0 | 0 | 0 | 2 | 2 | 1 | 0 | 1 | 0 | 6  | 9  | 0 |
| 센트럴 | 0 | 0 | 5 | 1 | 0 | 2 | 4 | 0 | X | 12 | 23 | 0 |
| 승리 투수: 우에하라 고지(요미우리) 패전 투수: 마쓰자카 다이스케(세이부) 홈런: 퍼시픽 – 마쓰이 가즈오(세이부·4회 1점), 나카무라 노리히로(긴테쓰·4회 1점), 다구치 소(오릭스·5회 2점), 알렉스 카브레라(세이부·6회 1점) 센트럴 – 마쓰이 히데키(요미우리·3회 2점) |   |   |   |   |   |   |   |   |   |    |    |   |

#### 출장 선수
| 퍼시픽 | 퍼시픽 | 퍼시픽              |
| 타순   | 수비   | 선수                |
| ------ | ------ | ------------------- |
| 1      | (二)   | 고사카 마코토       |
| 2      | (좌)   | 다구치 소           |
| 3      | (유)   | 마쓰이 가즈오       |
| 4      | (三)   | 나카무라 노리히로   |
| 5      | (지)   | 고쿠보 히로키       |
| 6      | (一)   | 오가사와라 미치히로 |
| 7      | (중)   | 이데 다쓰야         |
| 8      | (우)   | 아키야마 고지       |
| 9      | (포)   | 히다카 다케시       |
|        | (투)   | 마에카와 가쓰히코   |

| 센트럴 | 센트럴 | 센트럴            |
| 타순   | 수비   | 선수              |
| ------ | ------ | ----------------- |
| 1      | (유)   | 이시이 다쿠로     |
| 2      | (二)   | 이바타 히로카즈   |
| 3      | (一)   | R. 페타지니       |
| 4      | (중)   | 마쓰이 히데키     |
| 5      | (三)   | 에토 아키라       |
| 6      | (좌)   | 스즈키 다카노리   |
| 7      | (지)   | 이나바 아쓰노리   |
| 8      | (포)   | 다니시게 모토노부 |
| 9      | (우)   | 마나카 미쓰루     |
|        | (투)   | 우에하라 고지     |

#### 수상 선수
MVP
- 로베르토 페타지니(야쿠르트)

### 3차전

#### 스코어
| 팀 | 1 | 2 | 3 | 4 | 5 | 6 | 7 | 8 | 9 | R | H  | E |
| 센트럴 | 2 | 0 | 1 | 1 | 0 | 0 | 0 | 0 | 0 | 4 | 11 | 2 |
| 퍼시픽 | 3 | 0 | 2 | 2 | 0 | 1 | 0 | 0 | X | 8 | 11 | 0 |
| 승리 투수: 후지타 소이치(지바 롯데) 패전 투수: 노구치 시게키(주니치) 홈런: 센트럴 – 다카하시 요시노부(요미우리·1회 1점), 로베르토 페타지니(야쿠르트·1회 1점), 마쓰이 히데키(요미우리·3회 1점) 퍼시픽 – 알렉스 카브레라(세이부·1회 3점), 나카무라 노리히로(긴테쓰·3회 2점), 조지마 겐지(다이에·6회 1점) |   |   |   |   |   |   |   |   |   |   |    |   |

#### 출장 선수
| 센트럴 | 센트럴 | 센트럴            |
| 타순   | 수비   | 선수              |
| ------ | ------ | ----------------- |
| 1      | (우)   | 다카하시 요시노부 |
| 2      | (유)   | 이바타 히로카즈   |
| 3      | (지)   | R. 페타지니       |
| 4      | (중)   | 마쓰이 히데키     |
| 5      | (一)   | 기요하라 가즈히로 |
| 6      | (좌)   | 가네모토 도모아키 |
| 7      | (三)   | 이와무라 아키노리 |
| 8      | (포)   | 나카무라 다케시   |
| 9      | (二)   | 기무라 다쿠야     |
|        | (투)   | 노구치 시게키     |

| 퍼시픽 | 퍼시픽 | 퍼시픽            |
| 타순   | 수비   | 선수              |
| ------ | ------ | ----------------- |
| 1      | (유)   | 마쓰이 가즈오     |
| 2      | (중)   | 다니 요시토모     |
| 3      | (좌)   | T. 로즈           |
| 4      | (三)   | 나카무라 노리히로 |
| 5      | (一)   | A. 카브레라       |
| 6      | (지)   | 고쿠보 히로키     |
| 7      | (우)   | 다구치 소         |
| 8      | (二)   | 이구치 다다히토   |
| 9      | (포)   | 조지마 겐지       |
|        | (투)   | 쉬밍지에          |

#### 수상 선수
MVP
- 나카무라 노리히로(긴테쓰)

## 같이 보기
- 일본 프로 야구 올스타전
- 일본 야구 기구(주최)
- 산요 전기(특별 협찬)